# Casa Matriz del Banco de la República Oriental del Uruguay
La Casa Central del Banco República es uno de los edificios más representativos de la Ciudad Vieja y sede del Banco de la República Oriental del Uruguay.

## Historia

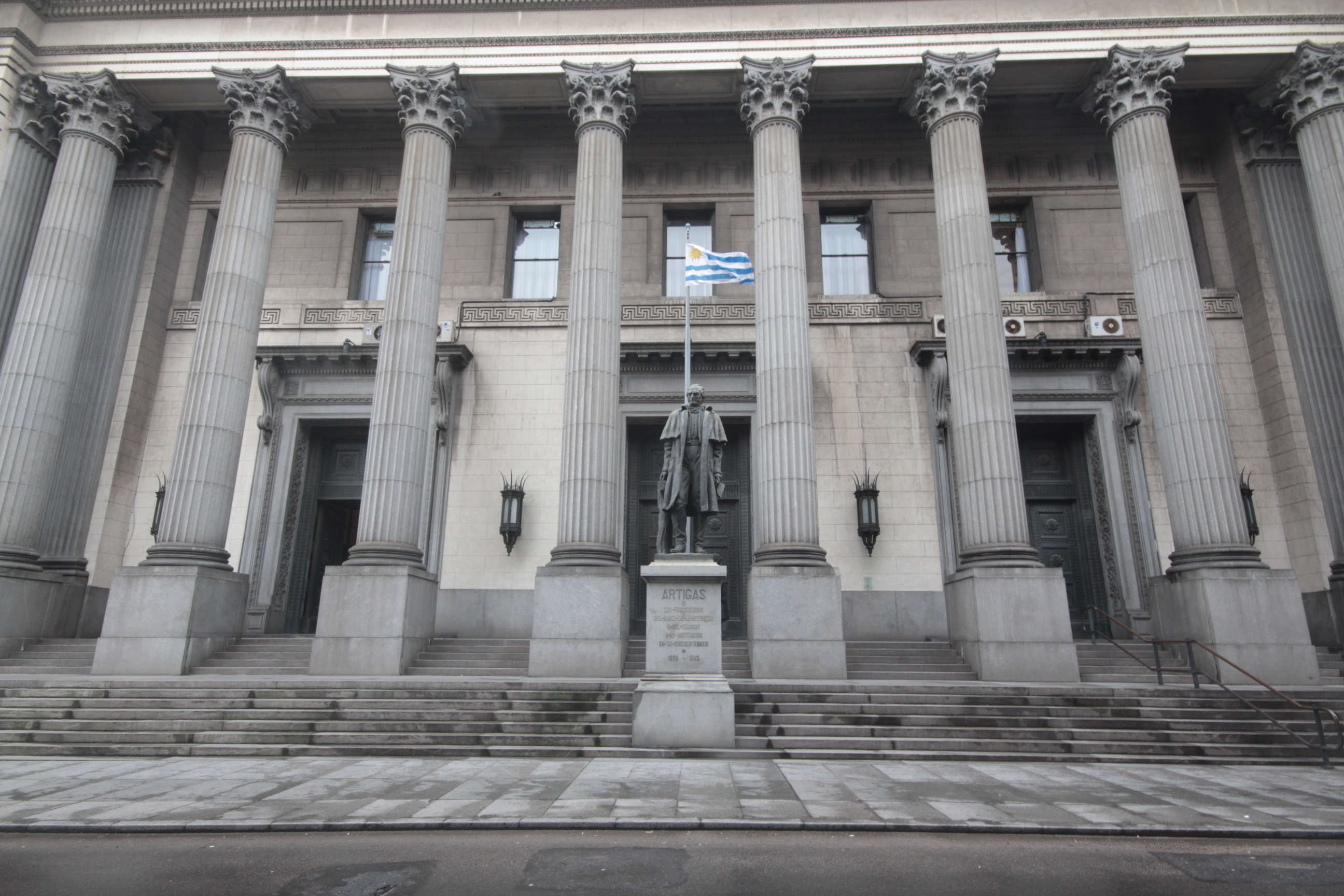

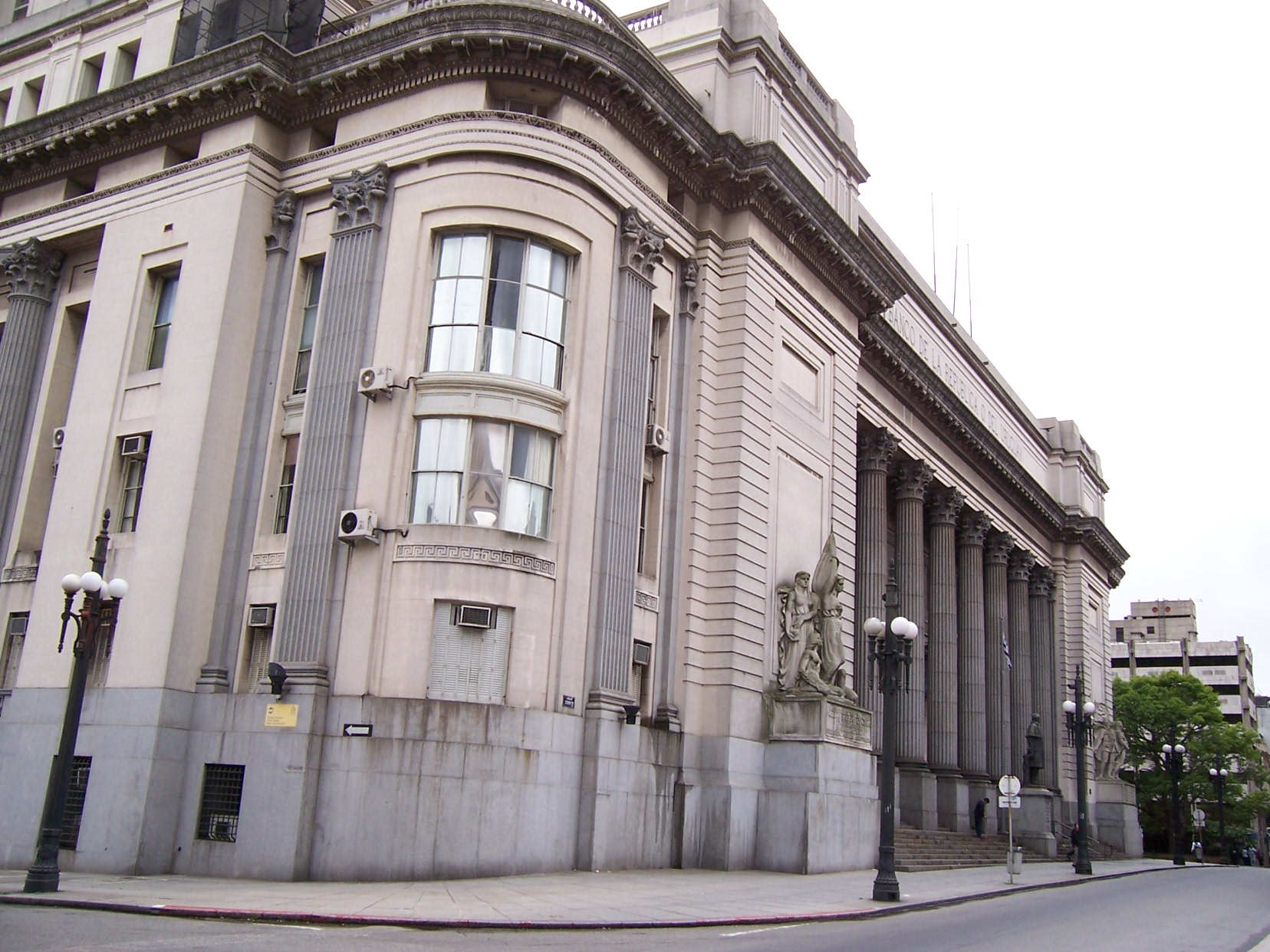
Perspectiva del edificio

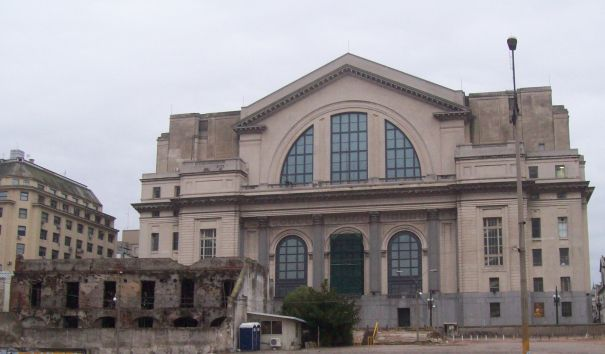

Una vez iniciadas las actividades del recién creado Banco República, el primer edificio en el cual se destino para la sede central del mismo, estaba ubicado en las calles Zabala y Cerrito. Un edificio que había sido construido en 1866 para albergar al Banco Italiano, propiedad del mismo hasta su quiebra. Desde entonces, el edificio sería ocupado sucesivamente por otras instituciones bancarias, como el Banco Unión, o por la Junta de Crédito Público y por el Banco Nacional hasta su disolución. 
En 1899 esta primera sede ya resultaba insuficiente para el pujante banco, por lo que decidió arrendar al Estado la construcción contigua sobre la calle Cerrito, que hasta entonces estaba en posesión de la Comisión Liquidadora del Banco Nacional, y al año siguiente encomendó al ingeniero José Serrato el acondicionamiento y reforma de ambos edificios, que fueron adquiridos en propiedad por el banco en 1905.
Tras la citada ampliación y reforma de la sede primigenia, pronto cobró fuerza la idea de construir un nuevo edificio, en el año 1910, a instancias del entonces presidente de la institución, D. Joaquín C. Márquez. A tales efectos se creó una Comisión Pro Edificio, la que contó con el asesoramiento del arquitecto Silvio Geranio. La comisión elaboró un minucioso estudio de las necesidades espaciales del banco, a partir de la cual elaboró, en 1912, el programa edilicio que debía seguir el nuevo edificio.

## Nuevo edificio
En 1915, a instancias del Director Eduardo Acevedo, se decide construir el nuevo edificio en el mismo predio que entonces ocupaba el banco y adquirir dos edificaciones contiguas sobre la Calle Zabala para construir una nueva sede para el banco, que constaría de planta baja y subsuelo.
En 1915 el banco decide convocar a un concurso público para elegir el proyecto más conveniente para su sede, cuyas bases fueron redactadas por la Sociedad de Arquitectos del Uruguay en 1916. A comienzos de 1917 se realiza un nuevo llamado en el que se autoriza la participación de arquitectos Uruguayos radicados en el exterior, se amplió el presupuesto para las obras y se actualizó el programa arquitectónico eliminando el límite de altura impuesto en el primero. A este segundo llamado se presentaron 38 anteproyectos.
Para marzo de 1919 los ganadores del concurso, con la supervisión del Ministerio de Obras Públicas habían desarrollado el proyecto definitivo, pero no se tomaron medidas concretas para el inicio de las obras.
Al año siguiente la Dirección del Banco, propuso levantar un Edificio Monumental que ocupara toda la manzana. Tras intensas deliberaciones, el organismo decidió encomendar al arquitecto Juan Veltroni el estudio de un nuevo anteproyecto. El 21 de enero de 1921 Veltroni presentó el nuevo anteproyecto, asociándose con el arquitecto Raúl Lerena Acevedo al momento de desarrollar el proyecto.
Habiendo comenzado las obras, el Directorio decidió una vez más ampliar el proyecto, para lo cual solicitó la expropiación del edificio de la Bolsa de Comercio. La posterior adquisición del Hotel Oriental, permitió ocupar toda la manzana. El nuevo proyecto fue presentado en julio de 1928 siendo rápidamente aprobado por el Directorio

Finalmente la Casa Matriz del Banco República fue inaugurada en 1938. Su diseño estuvo a cargo del arquitecto Italiano Giovanni Veltroni con una combinación de estilos clásicos.
En 1975 fue declarado Monumento Histórico Nacional.

.

## Arquitectura

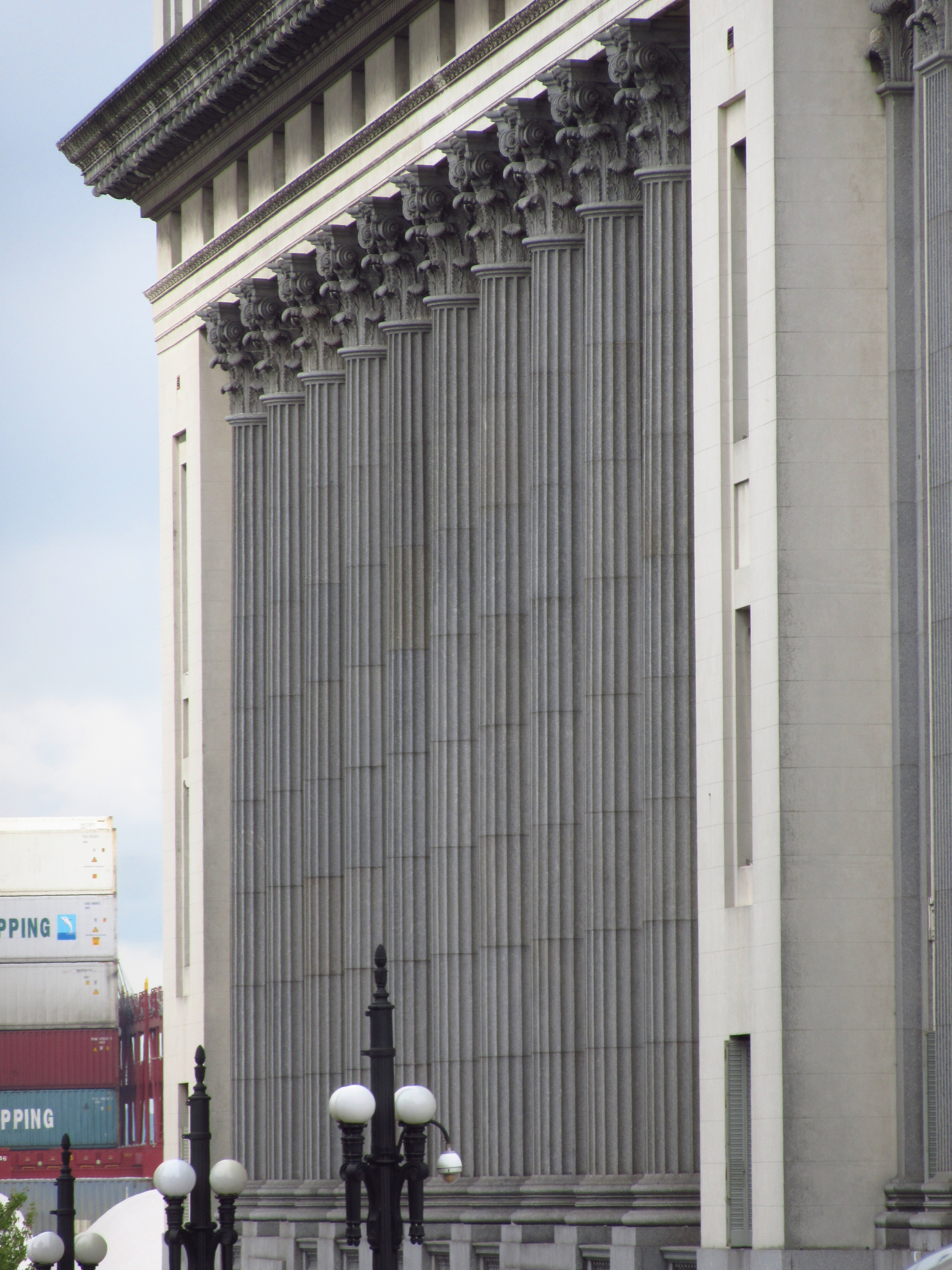
Capiteles de las columnas de la parte trasera del edificio.

Las esculturas que luce la fachada del edificio son muy posteriores; la de José Gervasio Artigas, obra del escultor uruguayo José Luis Zorrilla de San Martín fue inaugurada en 1949, y el resto, basado en la "Epopeya de Artigas, las Instrucciones del Año XIII y el Éxodo Oriental" fueron realizadas en 1950.
En el año 1952 las necesidades de espacio que demandaba la institución motivaron una nueva ampliación del edificio, esta vez en vertical, cuyo anteproyecto fue presentadopor el arquitecto Raúl Lerena Acevedo a comienzos de 1953, con el asesoramiento de una Comisión Especial integrada por los arquitectos Eugenio P. Baroffio, Mauricio Cravotto y Octavio de los Campos.
Las obras consistían en la reforma del tercer piso del edificio, y en la construcción de dos nuevas plantas para oficinas y una planta adicional para máquinas, rodeando el volumen central del Hall Central.

## Galería

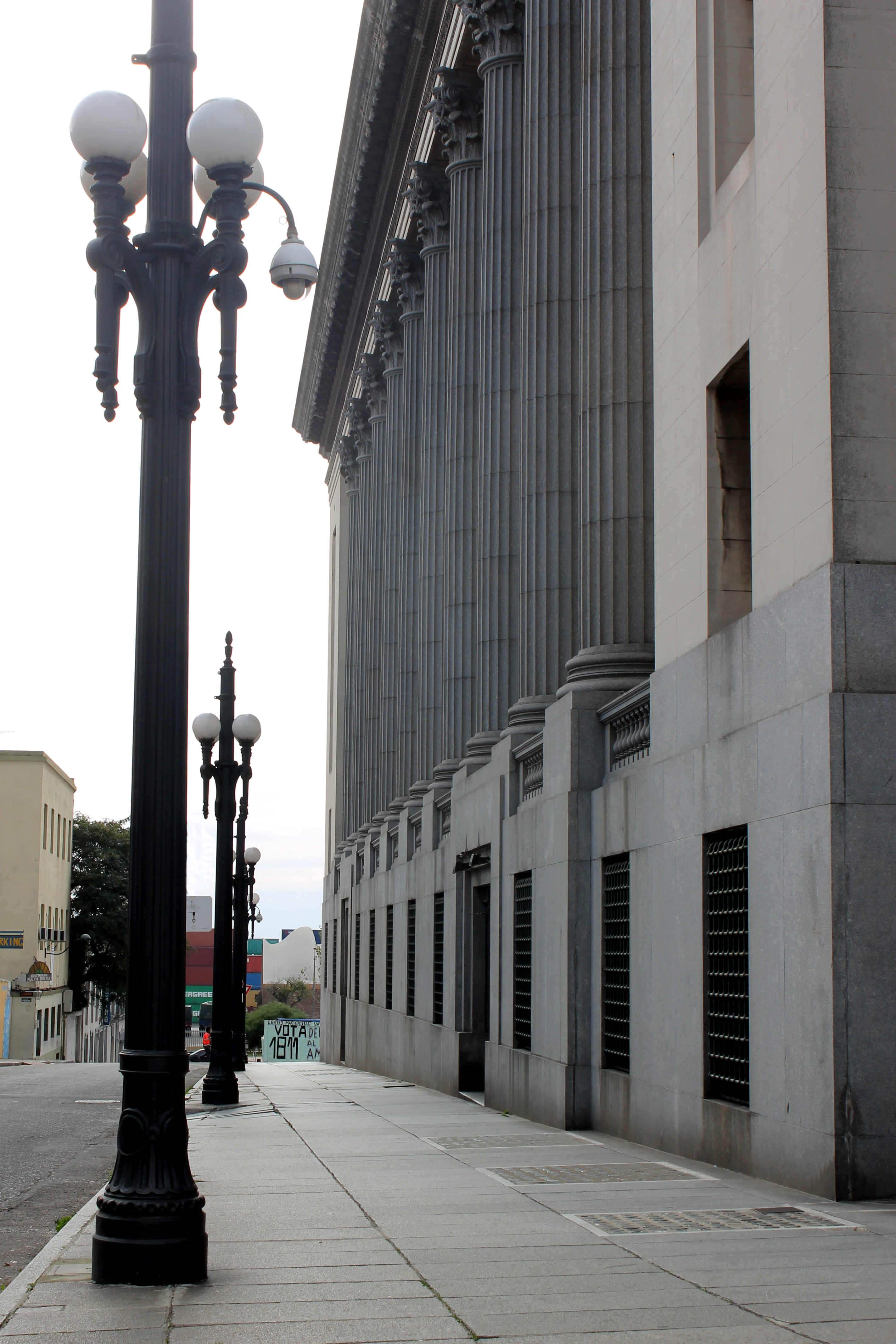
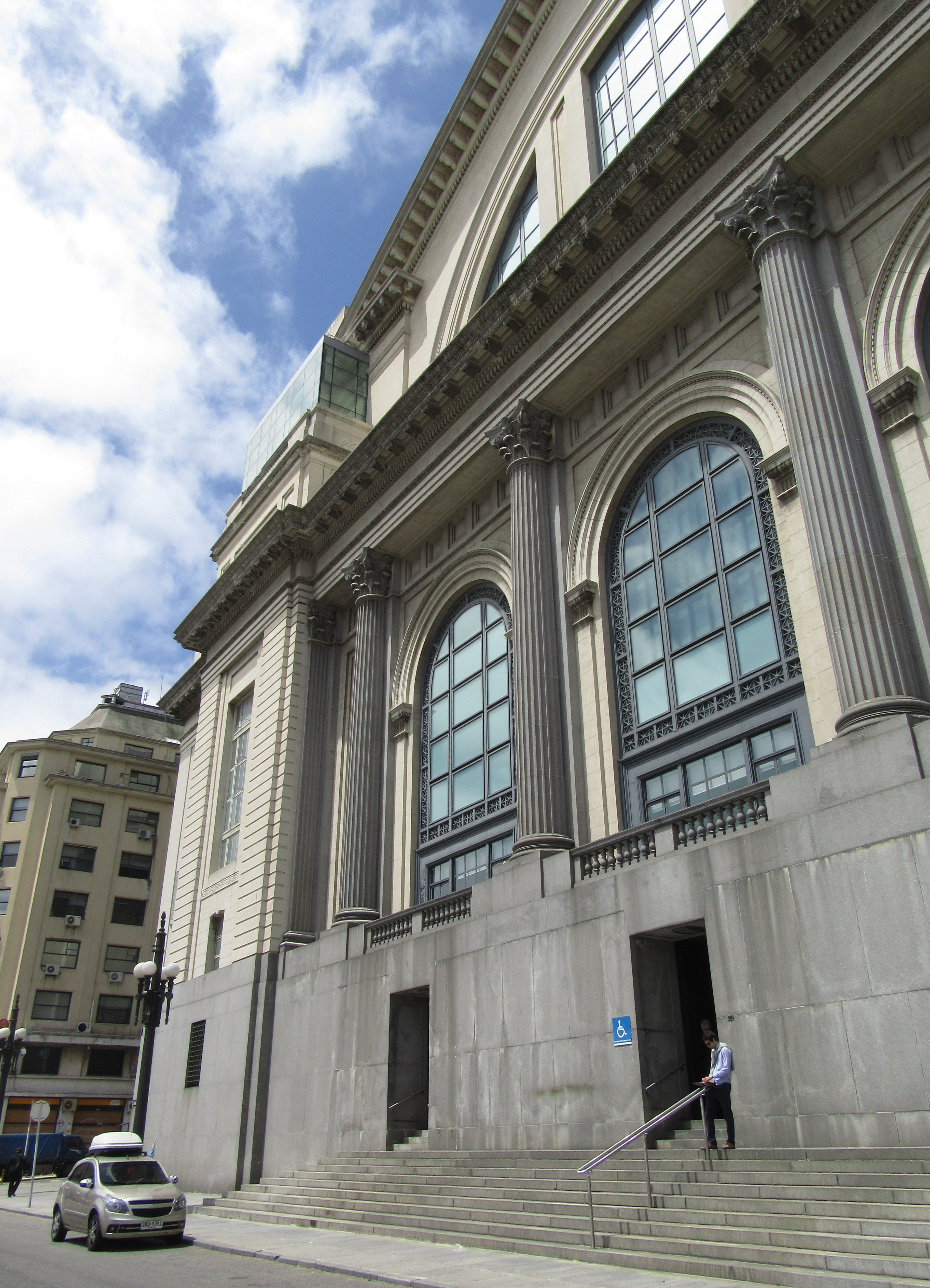
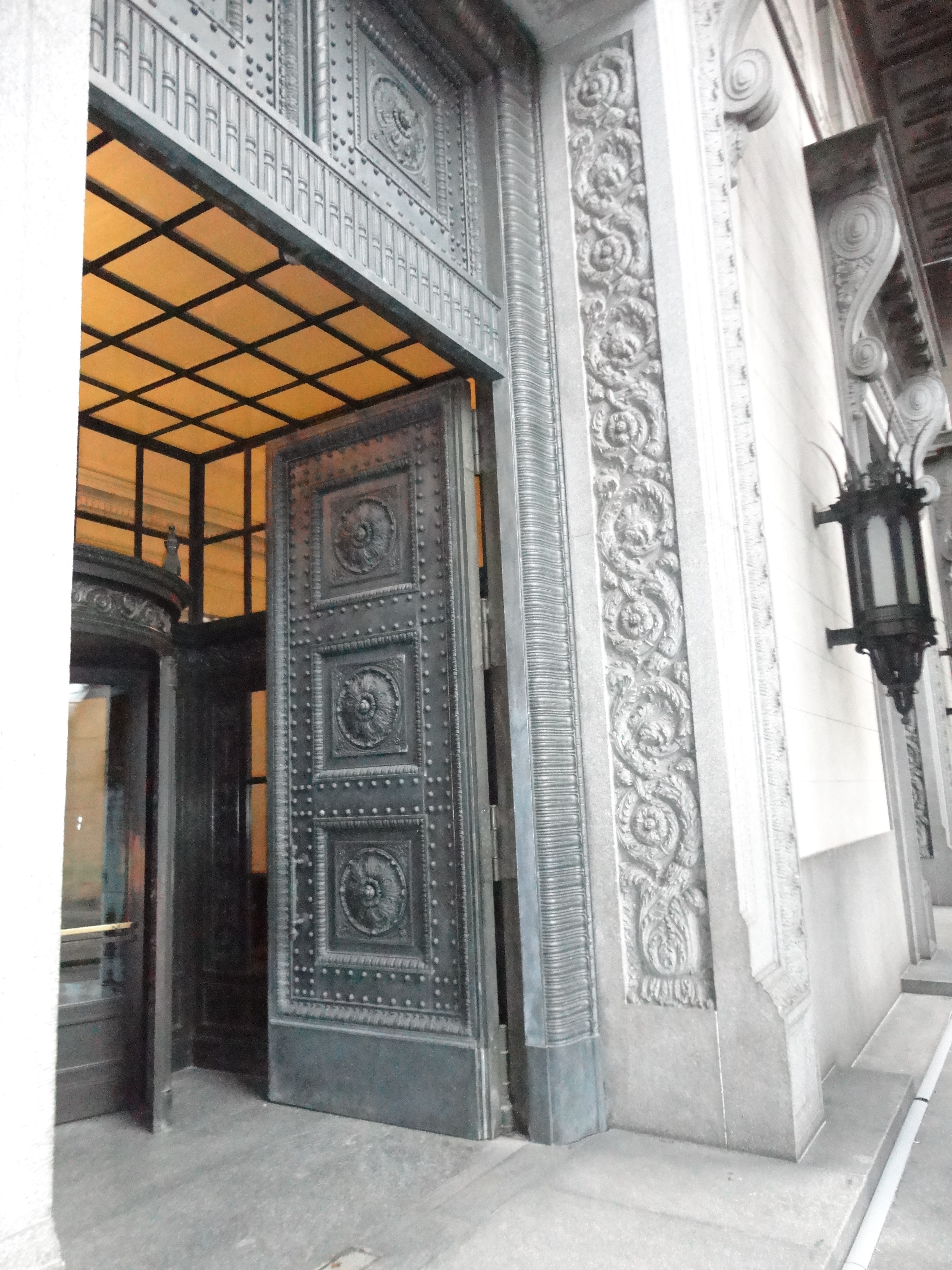
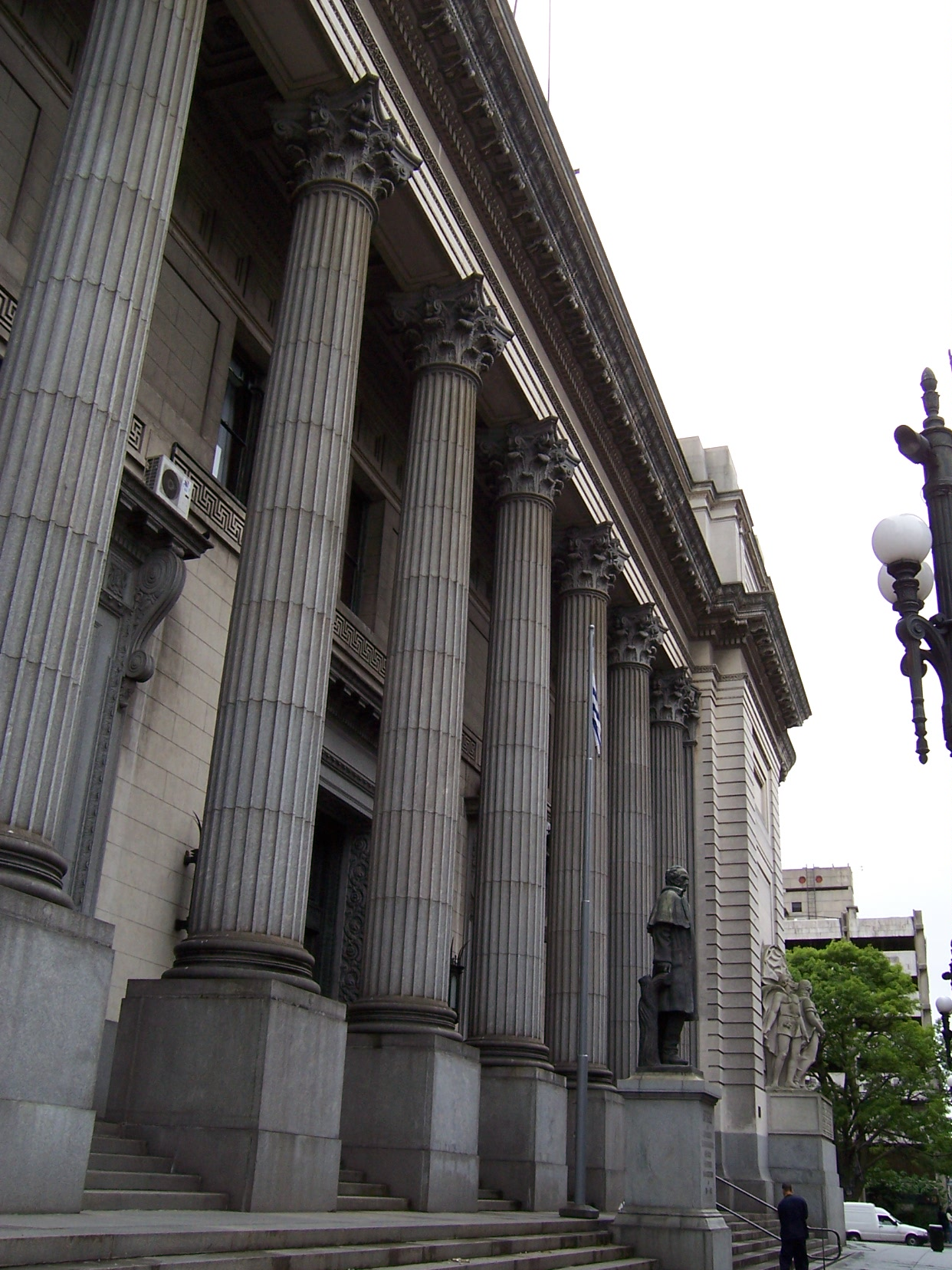
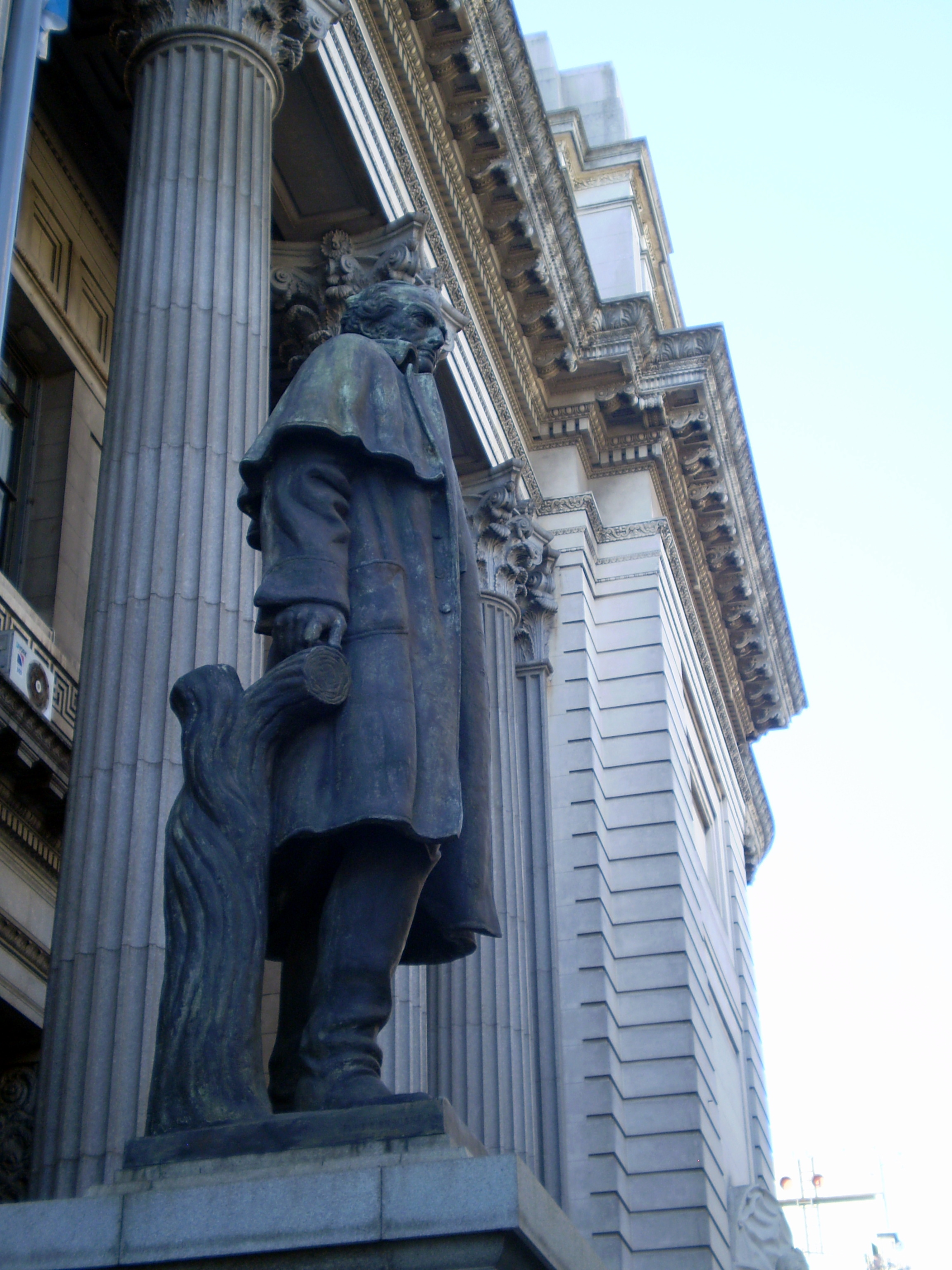
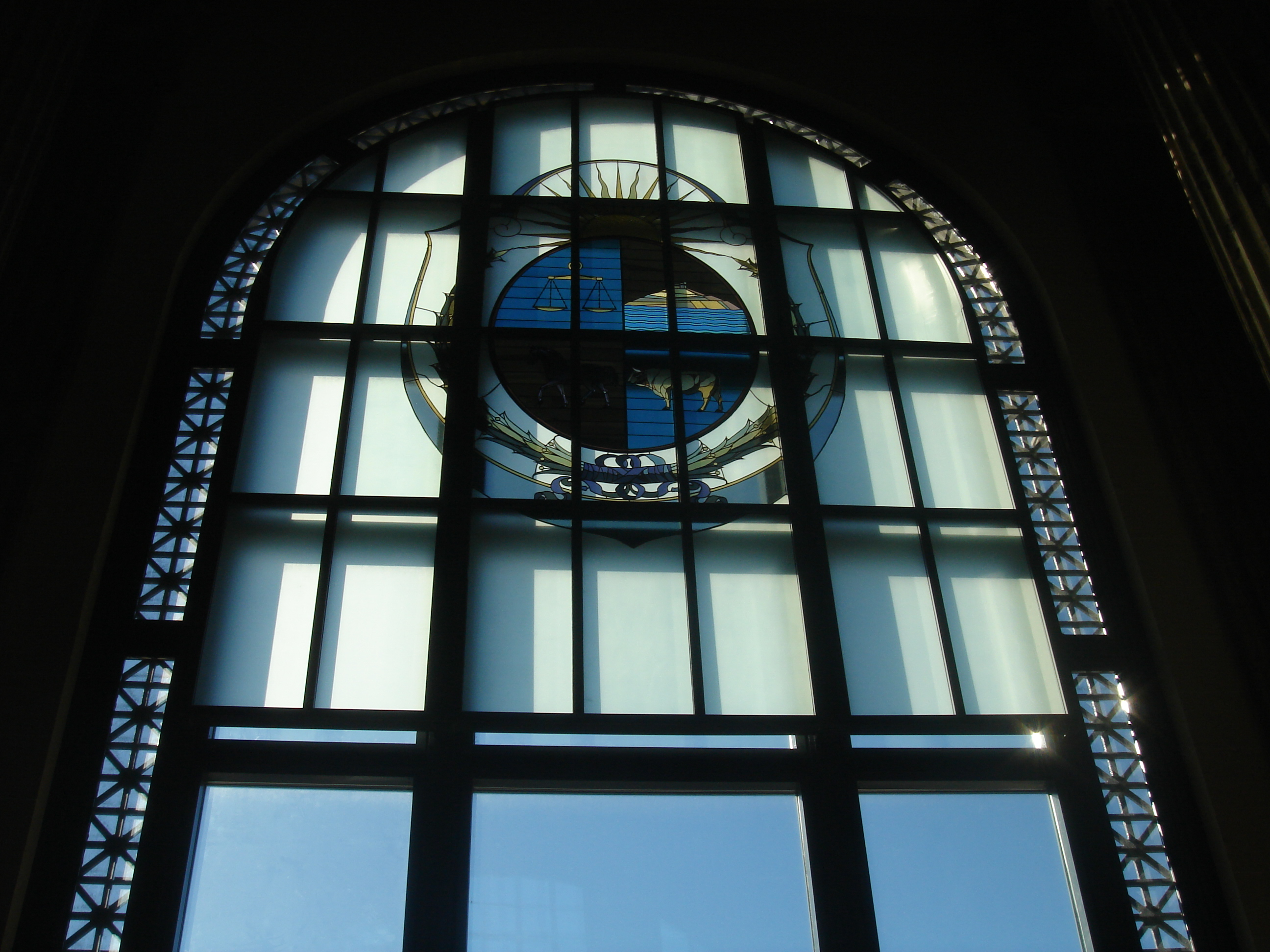